# Jazzé
 (juillet 2012).
Si vous disposez d'ouvrages ou d'articles de référence ou si vous connaissez des sites web de qualité traitant du thème abordé ici, merci de compléter l'article en donnant les références utiles à sa vérifiabilité et en les liant à la section « Notes et références ».
Le jazzé (ou djazzé) est une danse urbaine gabonaise.Populaire dans les années 2010 , fortifié par des artistes tels que J-rio

## Historique
Elle est apparue le 3 février 2009 au camp de boy, quartier situé dans le nord de Libreville, capitale gabonaise.
C'est au cours d'un clash de bôlo (danse gabonaise née avant le jazzé) entre Lansky crew (groupe de danse très connu au sein de la jeunesse gabonaise) et Poison que le danseur Ambasqo arrive avec une danse d'un nouveau genre pour remporter ce premier concours de l'année.
Les mouvements empruntés au bôlo ont fait l'unanimité dans le bâtiment abritant ce concours. La danse commence immédiatement son ascension au sein de la population gabonaise(précisément les jeunes). Depuis, de nombreuses chorégraphies sont apparues sur YouTube et de nombreux danseurs et chanteurs gabonais  ont surfé sur ce succès, utilisant des danseurs de jazzé pour les chorégraphies de leurs clips et pour leurs concerts,,.
Le premier grand titre musical consacré à cette danse est sorti par le rappeur gabonais Franck Ba'ponga dans son clip Yen ko où des jeunes font une démonstration de cette danse. 
Le jazzé est une sorte de mixe hip-hop et rythmes traditionnels que l'on retrouve dans différentes cultures gabonaises. Il est désormais dansé également par des chanteurs nigérians : Tymaya, P-square, Tekno, Mr eazi, Yemi Alade, etc. La véritable promotion de cette danse est faite par Patience Dabany (surnommée la mama diva de la musique gabonaise avec le titre Le jazzé de la MaMa et le groupe Kifra-l dans son tube Waze en 2011 ,. Cette danse est reprise en Afrique centrale, notamment au Cameroun, en Guinée équatoriale ou encore au Congo et en Côte d'ivoire. C'est un rythme à la mode que l'on retrouve fréquemment dans des cérémonies (mariages, anniversaires, fêtes de fin d'année) ou encore dans des compétitions de danses. Elle sollicite des mouvements de tout le corps : la tète,  jambes, épaules, bas du dos, poitrine, etc.